# Tetranchyroderma australiense
Tetranchyroderma australiense is een buikharige uit de familie Thaumastodermatidae. Het dier komt uit het geslacht Tetranchyroderma. Tetranchyroderma australiense werd in 2006 voor het eerst wetenschappelijk beschreven door Nicholas & Todaro. 